# Толокно
Толокно́ (кама, талкан) — толчёная в ступе (традиционно) или смолотая на мельнице (в промышленных условиях) мука, изготовленная из предварительно пропаренных, высушенных, слегка обжаренных и очищенных зёрен злаков. У русских, украинцев, белорусов, шведов и латышей для приготовления толокна обычно используют овёс или ячмень. У финнов, эстонцев и тюркских народов также может использоваться ячмень, горох, рожь и пшеница в смеси.

## Этимология
Происхождение слова связано с толочь, толка́ть. Из вост.-слав. (др.-рус. *tolkъno) заимствовано финнами (фин. talkkuna). Из южн.-слав. заимствано немцами (ср.-в.-нем. talken).

## Описание
Толокно отличается от смолотой муки прежде всего лучшим вкусом, большей питательностью, поскольку в ней сохраняются все фракции зерна, в то время как в смолотой, мельничной муке первые наиболее питательные обдирные фракции часто идут в отходы. Толоконную муку можно употреблять в пищу без дополнительной тепловой обработки. Толокно содержит лецитин.
В старину толокно приготавливали из овса, выдержанного на протяжении ночи в уже не слишком горячей, но достаточно тёплой русской печи. При этом белки зерна денатурировались, а мука, полученная из такого зерна, теряла способность образовывать клейковину, но зато хорошо набухала в воде и быстро загустевала.
Толокно, замешанное на охлаждённой кипячёной воде, приправленной солью, называлось кулага. Оно было любимым лакомством детей. Из загустевшего толокна лепили животных. Толокно обычно употребляли, если между обедом и ужином проходило достаточно много времени.
В Эстонии и Финляндии толокно (эст. kama, фин. talkkuna) делают также изо ржи и гороха.
Толокно (талкан) известно также в кухне тюркских и монгольских народов: алтайцев, каракалпаков, бурят, казахов, башкир, киргизов, халха-монгол, татар, узбеков, чувашей, хакасов, шорцев, тувинцев. Из талкана готовят кашу, добавляя сметану или масло, а также молотую черёмуху. Из такой каши делают шарики, которые подают к чаю с мёдом, молотой черёмухой во время праздников бишектуя, каргатуя, кякук сяйя, сабантуя, сыргатуя и земледельческих обрядов. Киргизы варят похлёбку из ячменного толокна (кирг. талкан), заправляемую кислым молоком или сухим сыром, а также прохладительный напиток жарма (максым). Первоначально талкан изготавливали из ячменя, сейчас также из овса, пшеницы, проса, кукурузы.

## Применение
Скорое кушанье толокно: замеси да и в рот понеси.
Толокно является уникальным биологическим компонентом для фарша колбасных изделий, при том что количество таких органических наполнителей крайне ограничено. Овсяное толокно используется на предприятиях общественного питания как ингредиент для приготовления каш и киселей.
Овсяное толокно — один из компонентов питания для спортсменов. Оно входит в состав каш на зерновой основе, наряду с твёрдой пшеницей, семенами чечевицы, зерном гороха и кукурузы.